# Христо Мишев
Христо Николов Мишев е български общественик и кмет на Пловдив в периода от 1979 до 1986 година.

## Биография
Христо Николов Мишев е роден на 11 февруари 1932 година в град Брацигово, Пазарджишка област. Родът му произхожда от костурското село Омотско. Завършва строителния техникум в родния си град, а от 1954 до 1959 г. следва във Висшия институт по народно стопанство във Варна, където се дипломира със специалност „Икономика на строителството“. Заема длъжността технически ръководител в отделите „Архитектура и благоустройство“ и „Капитално строителство“ в Пловдив. От 1960 до 1973 година е началник отдел и началник район в ЕСО „Градстрой“ – Пловдив, началник управление в СД „Изграждане на селищните системи“ – Пловдив. 
Като член на БКП е завеждащ отдел и секретар на ГК на БКП-Пловдив. От 1973 до 1979 е заместник-председател на Окръжния народен съвет.
Кмет на Пловдив е от 3 април 1979 до 8 юни 1986 г. След това до смъртта си е председател на Окръжния комитет за Държавен и народен контрол. Умира на 22 юли 1989 г. в София.

## Реализирани обекти в Пловдив
„Управлението на Христо Мишев, наред с това на Парикян, може да се окачестви като най-успешното за града през втората половина на XX век. Благодарение на личните си качества и добрите си връзки с министъра на финансите Белчо Белчев, Христо Мишев се справя с успех с нарасналите отговорности по управлението и финансирането на голямата пловдивска община. Историците спорят за това колко милиарда лева са вложени по това време в изграждането на Пловдив“.
Времето, в което кмет на Пловдив е Христо Мишев, носи отпечатъка на 2 важни годишнини за държавата – 1300 години България и 100 години от Съединението. Тогава се строят и 2 големи обекта с национално значение – магистрала „Тракия“ и дублиране и електрификация на жп линията София-Пловдив (откриването е през декември 1983 г.).

### Преустройство и строителство на градски пътни артерии
„Княгиня Мария-Луиза“ (старо име „Лиляна Димитрова“) е преустроен в широк булевард с 2 платна с по 3 ленти на движение и 7 пешеходни подлеза. Строителството започва през есента на 1980 г., а пусковият срок е 30 март 1983 г. Реконструкцията е с обща дължина от 4.3 км от кръстовището с бул. „Източен“ (бивш „Димитър Благоев“) до „Скобелева майка“. След „Гладно поле“ от южната страна е построено помощно улично платно до Белодробната болница, което е предназначено да обслужва предприятията, разположени в района. Строителството предвижда изграждане на пътен възел „Скобелева майка“ и е на обща стойност 12.8 млн. лева (в. „Отечествен глас“, 6 август 1981 г.).
Вторият голям обект, проектиран и реализиран в периода 1979 – 86 г., е цялостната реконструкция на бул. „Цар Борис Трети Обединител“ (бивш „Георги Димитров“). Строителството е в отсечката от бул. „Христо Ботев“ до Тунела-юг с две ленти за движение във всяка посока и разделителна ивица между тях, както и на изграждане на серия от подлези – на Пловдивския университет, на Тримонциум, под Пощата и на Понеделник пазара. Строителството започва на 30 октомври 1982 г., а булевардът е пуснат в движение на 3 декември 1983 година. Най-сложно място по цялата отсечка е пресичането на бул. „Цар Борис III Обединител“ с „Княгиня Мария-Луиза“. Взема се решение пресичането да стане на две нива с транспортен подлез, който да извежда автомобилния поток под „Гладстон“ (бивша „С. Димитров“) на повърхността чак до Художествената галерия (Отечествен глас, 20 ноември 1982 г., 11 февруари 1983 г.) В хода на работата на дълбочина от 3,5 – 4.5 метра се появяват археологически находки – общо над 1000 m² многоцветни подови мозайки с изображения на птици, растителност, геометрични фигури, антични улици, части на водопроводи, на жилищни сгради и то не на едно, а на 2, че даже и на 3 нива (в. „Отечествен глас“ 9 декември 1983 г.).
Най-важните открития са около подлезите, кръстени „Тримонциум“ и „Археологически“, където находки от I-III в. на римската епоха допринасят за уточняване на цялостната градоустройствена схема на античния град. Разкрит е форумът пред хотел „Тримонциум“ и Централна поща.
За 100-годишнината от Съединението е извършено строителство на паметника на Съединението и района около него, като се изгражда нов булевард – „Шести септември“, правят се подлези до Аптека „Марица“ и до Четвъртък пазара, построена е колонадата под „Дом Левски“. Паралелно се изгражда булевардът от днешния магазин „Билла“ до жп прелеза след сградата на областната управа. С решение на ОНС през септември 1985 г. новата транспортна комуникация се именува на булевард „Шести септември“, като включва улиците „Шести септември“, „Бранислав Велешки“, „Любен Каравелов“, „Христо Г.Данов“, „Перущица“. На 28 август 1985 година завършва монтирането на паметника на Съединението, дело на проф. Величко Минеков. На 19 септември 1985 г. се провеждат мащабни чествания на Съединението.
Паралелно с това се реконструира бул. „В. Априлов“ и се прави преустройство на кръстовището пред сградата на областната управа, извършва се проектиране и преустройство на Бетонния мост, за да се осъществи пресичането на бул. „Христо Ботев“ на 2 нива. Строителството там започва на 1 декември 1980 г. и е факт през август 1981 г. Изгражда се Асеновградският надлез, пътната връзка на ул. „Менделеев“ и кръстовището на Аграрния университет. Строи се транспортният възел на Коматевско шосе, който е пуснат в експлоатация през декември 1985 г. Голям обект е и изграждането на Голямоконарско шосе и съоръжения при жп линията Филипово –Пловдив. Артериите са оформени с по 3 активни ленти в една посока, което осъществява и една от връзките с автомагистрала „Тракия“ (пуснат в експлоатация на 20 октомври 1984 г.).

### Откриване на Античния театър
След 16 века пауза, на 18 октомври 1981 г., е е открит Античният театър. Част от амфитеатъра за първи път е разкрита през 1968 г. Проучванията обаче са затруднени заради съществуващо строителство, градено върху археологическите пластове. През 80 година разкопките продължават от екип, воден от ст.н.с. Лили Ботушарова. Вторият етап, свързан с възстановяване, консервация и адаптация на театъра към съвременния силует на Трихълмието и Пловдив, е възложен на Националния институт за паметниците на културата и се изпълнява от екип, ръководен от арх. Вера Коларова. „В годините 80-а и 81-ва се бях превърнал на технически ръководител по адаптацията на Античния театър. По четири оперативки на ден правехме, та я знам одисеята на „припасването“ на вижданията на археолози, на проектантските решения, на съвременни строителни технологии“, отбелязва Христо Мишев в интервю „Обичта към Пловдив живее с доказателства“ (в. „Отечествен глас“ 12 януари 1986 г.)

### Благоустройство и жилищно строителство
В периода 1979 – 86 година в Пловдив са построени още Домът на техниката, сградата на Турското консулство, Водната палата, Автокомбинатът на Сточна гара, сградата на БАН до хотел ‘Лайпциг“, магазин „Евмолпия“, Мебелна къща, „Детски свят“ в Тракия и големите универсални магазини в районите на града.
Интензивно се застроява ЖР „Тракия“ (като район на Пловдив е обособен на 30 септември 1983 г.) – 67% от капиталовите разходи през 1982 г. са за жилищно строителство– завършени са 4057 апартамента, а с други инвестиции и по стопански начин общо – 5100 апартамента. Изгражда се магазинна мрежа, детски заведения, поликлиниката, 60-класното училище. През 1979 – 80 г. се осъществява топлофикацията на „Северен“, а две години по-късно се топлофицират и 10 000 апартамента в „Тракия“.
През 1979 г. се изготвя цялостен план за развитието на парк „Отдих и култура“, който предвижда изграждането на мрежа от алеи, разширението на лятната къпалня, изграждане на детски площадки и заведения за обществено хранене. Изготвен е проект за изграждане на парк „Лаута“ с големи водни площи, открити и закрити спортни съоръжения, летен театър, детски площадки и атракциони.
На младежки хълм на 23 септември 1979 г. тръгва детската железница.
„Уютът е крехка категория, но тежко на този град, който го загуби… За разлика от много други български градове, в Пловдив процесът на навлизане на новото е вървял с по-бавни, по-трудни и, бих казал, с по-мъчителни темпове. От височината на годините можем да твърдим, че това се е обърнало в щастие за града ни, избягнал решения, унифициращи характерите на градовете като заводски хляб“. (заявява Христо Мишев в интервю на Драган Драганов във в. „Отечествен глас“, 12 януари 1986 г.)